# Malabad, Athni
Malabad là một làng thuộc tehsil Athni, huyện Belgaum, bang Karnataka, Ấn Độ.